# Serrat de la Mata
El Serrat de la Mata és una serra situada al municipi del Pont de Bar a la comarca de l'Alt Urgell, amb una elevació màxima de 1.337 metres.